# Reem Al Hashimi
Pour les articles homonymes, voir Hashimi.
Reem Ebrahim Al-Hashimi (en arabe : ريم إبراهيم الهاشمي  ; née en 1978) est une ministre d'État émiratie chargée de la coopération internationale et directrice générale de l'Expo 2020.

## Jeunesse et éducation
Reem Al Hashimi est née en 1978 à Dubaï,. Elle a obtenu un baccalauréat en relations internationales et en français de l'Université Tufts. En 2002, elle a obtenu une maîtrise de l'Université Harvard.

## Carrière politique
Reem Al-Hashimi dirige Dubai Cares, une organisation caritative pour les enfants créée par le cheikh Mohammed Bin Rashid Al-Maktoum en 2007. Elle préside le Conseil de la compétitivité des Émirats et le Bureau national des statistiques. Elle était auparavant chef de mission adjointe à l'ambassade des Émirats arabes unis à Washington, DC,,.
En septembre 2018, elle a contribué à un article d'opinion de Vogue Arabia, discutant de l'importance de l'autonomisation des femmes et des enfants, du pouvoir de la santé et de l'éducation dans la conduite du développement mondial et des efforts des Émirats arabes unis dans ces domaines.

### Directrice générale de l'Expo 2020
En tant que directrice générale de l'Exposition universelle de 2020, Reem Al Hashimi a signé un protocole d'accord avec le Conseil pour l'équilibre entre les sexes des Émirats arabes unis afin de souligner les efforts des Émirats arabes unis dans le domaine de l'égalité des sexes. Elle a également ordonné la création du Pavillon des femmes pour souligner le rôle des femmes dans la société.
Pour l'Exposition universelle de 2020, Reem Al Hashimi a demandé à la musicienne oscarisée et lauréate d'un Grammy Allah Rakha Rahman de former un orchestre entièrement féminin et comprenant des membres de toute la région. L'ensemble, nommé Firdaus Orchestra, comprenait 50 femmes de 23 nationalités,.

## Ministre d'État des Émirats arabes unis
Reem Al Hashimi est devenue membre du cabinet des Émirats arabes unis en tant que ministre d'État en février 2008. En février 2016, elle a été nommée ministre d'État à la Coopération internationale. Elle a rejoint le gouvernement fédéral en 2008 en tant que ministre d'État. Elle a participé à la candidature des Émirats arabes unis pour accueillir l'Exposition universelle de 2020 à Dubaï.
Depuis sa nomination, elle dirige le Bureau des affaires internationales du Premier ministre des Émirats arabes unis, Mohammed ben Rachid Al Maktoum. En outre, elle est responsable au sein du ministère des Affaires étrangères des relations bilatérales des Émirats arabes unis avec l'Inde, le Pakistan, les pays d'Afrique subsaharienne et les petits États insulaires en développement (PEID).
En février 2021, Reem Al Hashimi a participé à une réunion des ministres des Affaires étrangères et des hauts responsables de plusieurs pays du Golfe à Athènes, alors que la Grèce cherchait à élargir ses alliances pour réduire les tensions avec la Turquie.
En juin 2020, elle a lu la déclaration des Émirats arabes unis lors d'une conférence sur l'engagement de lever 2,4 milliards de dollars pour aider le Yémen à contenir la propagation du coronavirus .

## Reconnaissance
Reem Al Hashimi a figuré parmi les personnalités les plus influentes de Cityscape Intelligence dans le secteur immobilier de la région MENA,.